# Hapur
Hapur (en hindi : हापुड़)est une ville industrielle de l'État de l'Uttar Pradesh en Inde.